# 京田辺市立三山木小学校
京田辺市立三山木小学校（きょうたなべしりつ みやまきしょうがっこう）は、京都府京田辺市宮津宮ノ下にある公立小学校である。山本小学校として1873年に廃寺西蓮寺跡に開校。現在（2020年7月時点）京田辺市に存在する小学校の中で、京田辺市立田辺小学校、京田辺市立大住小学校と並んで最も古い小学校である。

## 概要
京田辺市南部に位置し、1873年（明治6年）からの歴史を有する。大正6年に作詞された「三山木健児」の精神が今も大切に子ども達の心に受け継がれている。
1934年と1961年の二度の室戸台風の影響で校舎が大きく損壊した歴史を持つ。
1973年、これまでは木造校舎であったが、新たに鉄筋校舎が竣工された。
2013年、創立140周年を迎えた。
また、本校は近年の児童増加の対応として以前から校舎の拡張工事が計画されていた。具体的には拡張用地に新校舎棟・給食室棟を増築し、老朽化した校舎の大規模改修工事である。その工事が2017年8月に終了し、現在は校舎の大部分が新しくなっている。

## 沿革

### 略歴
1873年に山本小学校として開校した。1882年には飯岡に分校を置き、1997年に京田辺市立三山木小学校に改称された。

### 年表
- 1873年 - 現在とは別の場所の西蓮寺跡に「山本小学校」として開校

```
(現在の通学区域は、高木地区・山本地区・山崎地区・南山地区・出垣内地区・江津（えっつ）地区・宮ノ口地区・二又地区・
同志社山手
地区の9地区だが、当時の通学区域は、高木・山本・山崎・南山・出垣内・江津（えっつ）・宮ノ口・飯岡の8村域のみだった。）
```

- 1882年 - 宮津村が分離し、宮津小学校設立
- 1883年 - 飯岡村が分離し分校設置

- 1888年 - 旧宮津小学校と合併し、教育令の改正にともない、三山木尋常小学校と改称
- 1888年 - 高木の府立三山木中学校跡に移転
- 1922年 - 三山木尋常高等小学校に改称
- 1934年 - 第一室戸台風にて校舎倒壊
- 1936年 - 全校改築竣工
- 1941年 - 三山木国民学校に改称
- 1947年 - 三山木村立三山木小学校に改称
- 1948年 - 高等科が廃止
- 1949年 - PTAが発足
- 1952年 - 給食調理室を増築
- 1952年 - 教育委員会が発足
- 1956年 - 本館一棟を増築
- 1961年 - 第二室戸台風にて本館被害甚大
- 1973年 - 鉄筋校舎が完成
- 1973年 - 創立百周年記念式
- 2002年 - 職員室内にパソコン用サーバーが設置されLAN環境が整備される
- 2003年 - 創立130周年
- 2017年 - 校舎の大規模改修工事が終了し、新校舎が完成
- 2023年 - 創立150周年

## 主な進学先
京田辺市立田辺中学校

## 交通
- 奈良交通 73系統 三山木小学校バス停より徒歩2分
- JR西日本 片町線(学研都市線) JR三山木駅より徒歩7分
- 近畿日本鉄道(近鉄) 京都線 三山木駅より徒歩7分

## 校区
- 京都府京田辺市
  - 同志社山手地区
  - 高木（たかぎ）地区
  - 山本（やまもと）地区
  - 山崎（やまさき）地区
  - 南山（みなみやま）地区
  - 出垣内（でがいと）地区
  - 江津（えっつ）地区
  - 宮ノ口（みやのくち）地区
  - 二又（ふたまた）地区

## 周辺施設
- 佐牙神社
- 京田辺市立三山木幼稚園
- 京都府警察 田辺警察署三山木交番

## 校区が隣接している学校
- 京田辺市立普賢寺小学校
- 京田辺市立田辺小学校
- 京田辺市立草内小学校
- 井手町立井手小学校
- 精華町立精北小学校